# Subtropický pás

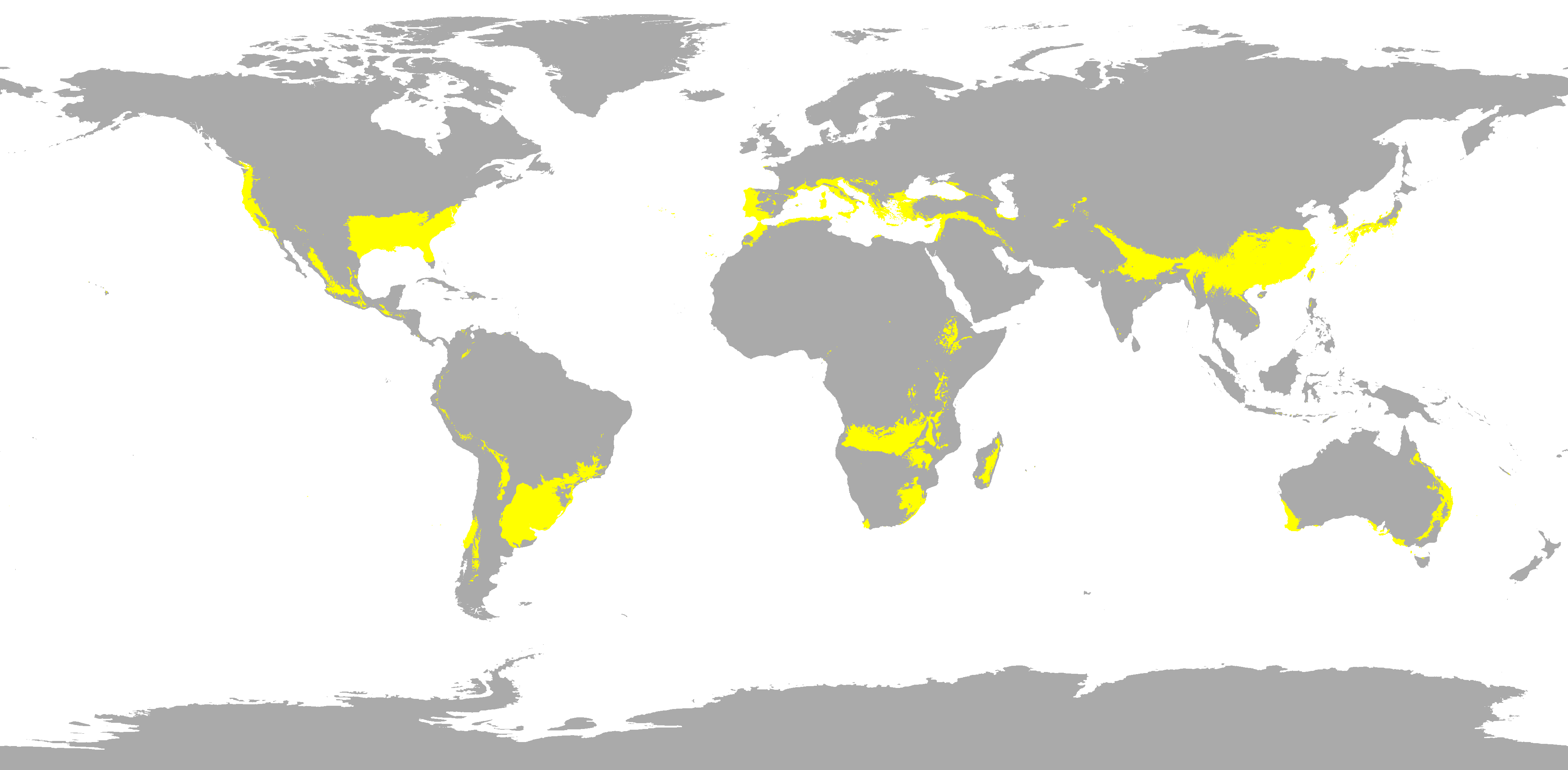
Rozšíření subtropického pásu

Subtropický pás (také nazývaný subtropy) se nachází na přechodu mezi tropickým a mírným pásem. Na rozdíl od tropického pásu se zde stále ještě střídá jaro, léto, podzim a zima. Ve srovnání s mírným pásem je však léto mnohem delší a teplejší, zatímco zima je krátká, s teplotami, jenž se dají přirovnat k českému říjnu až listopadu. Slabé ranní mrazy jsou běžnou součástí zdejšího zimního počasí a ojediněle zde i sněží.
Jelikož je zdejší vegetační doba dlouhá a přerušuje ji jen krátké období mírného ochlazení, endemická vegetace subtropického pásma si paradoxně (na rozdíl od té rostoucí v mírném pásmu) v řadě případů vypěstovala odolnost vůči mrazu, která ji umožňuje uchovat si celoroční stálezelenost

## Charakteristika
V zimě převládá vzduch mírných šířek, který způsobuje chladnější a deštivější počasí, v létě pak tropický vzduch přinášející suché a jasné počasí.
Kontinentální typ subtropického pásu vykazuje v létě stejné hodnoty záření jako pás tropický. V tomto období převládá suché a jasné počasí, oblaka se téměř netvoří. Průměrné měsíční teploty dosahují hodnot kolem 30 °C. V zimě a na jaře nastává vlivem cyklonální činnosti srážkové období. Srážky jsou převážně dešťové, méně sněhové, stálá sněhová pokrývka se netvoří. Roční úhrn srážek je průměrně 500 mm, v některých regionech však i méně než 300 mm.
Oceánský typ subtropického pásu má vyrovnanější roční chod teploty vzduchu. Rozdíl průměrné teploty mezi nejteplejším a nejchladnějším měsícem je méně než 10 °C.
Subtropické podnebí východních pobřeží pevnin má monzunový ráz. Zimní měsíce jsou suché a vlivem vpádu kontinentálního vzduchu mírných šířek i poměrně chladné. V létě převažuje proudění z oceánu, které přináší vysoké úhrny srážek a vysokou relativní vlhkost v rozmezí 80 až 85 %.
Subtropické podnebí západních pobřeží pevnin (středomořské podnebí) se vyznačuje relativně teplou a deštivou zimou a suchým a teplým létem. Nejchladnější měsíc má průměrnou teplotu vzduchu mezi 10 a 12 °C. Roční průměr srážek je až 1000 mm a většina je soustředěna do zimy. Ráz počasí významně ovlivňuje poloha polární fronty.
Typickými biomy a biotopy pro subtropický pás jsou tvrdolisté lesy, pouště, savany a různé typy křovinných vegetací.

## Rozšíření
Subtropický pás je na severní polokouli vymezen přibližně obratníkem Raka a 40. rovnoběžkou, na jižní polokouli pak obratníkem Kozoroha a 40. rovnoběžkou. V Severní Americe se rozkládá v pásu podél hranice Spojených států a Mexika, v Jižní Americe pak zaujímá území v její jižní části. Oblast jižní a jihovýchodní Evropy navazuje na souvislý pás v severní Africe a nepravidelně ohraničené pásmo táhnoucí se od jihozápadní až po východní Asii. K subtropickému pásu rovněž náleží jižní cíp Afriky a většina Austrálie.

## Galerie

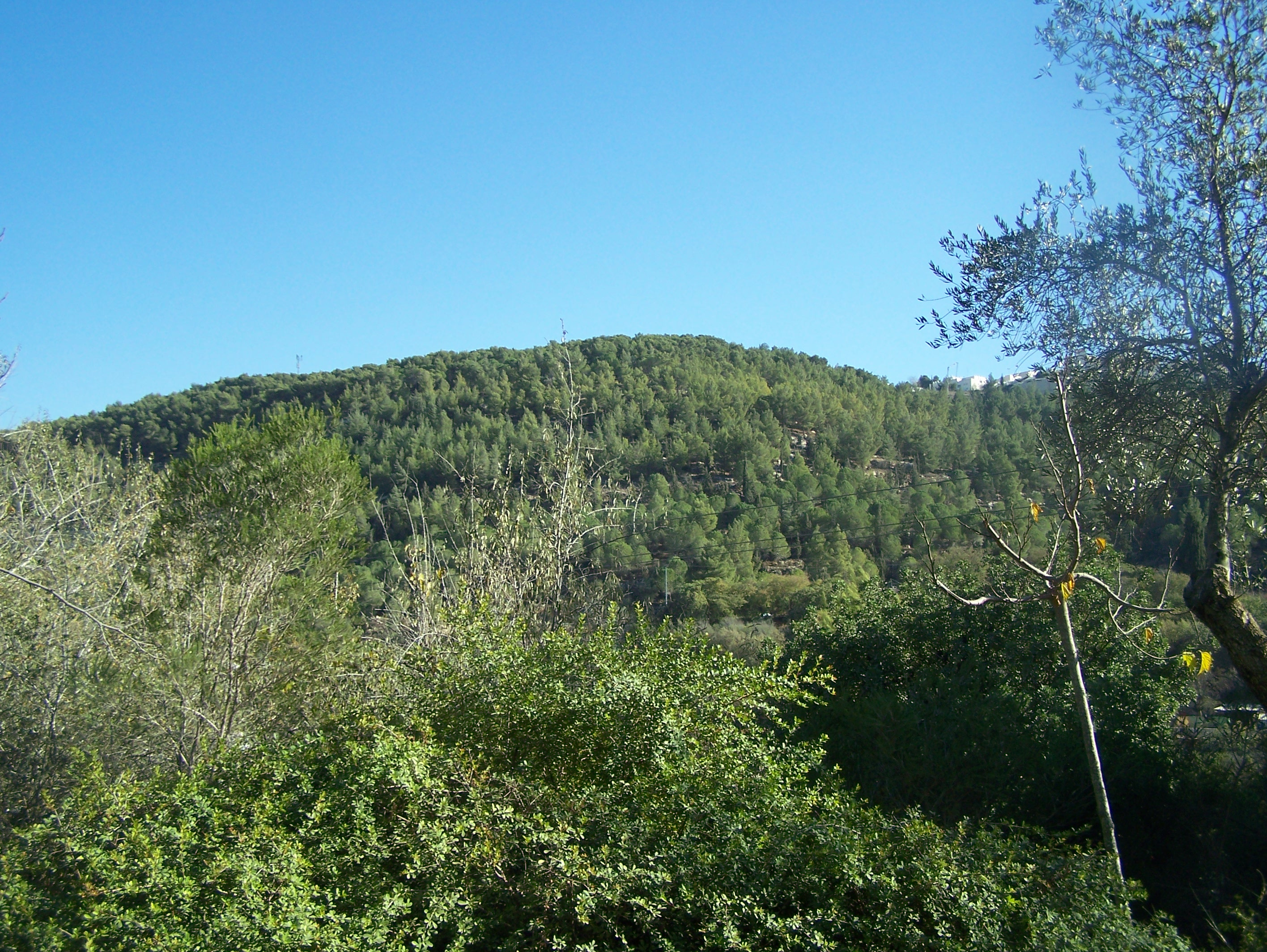
Středomořský tvrdolistý les v Izraeli
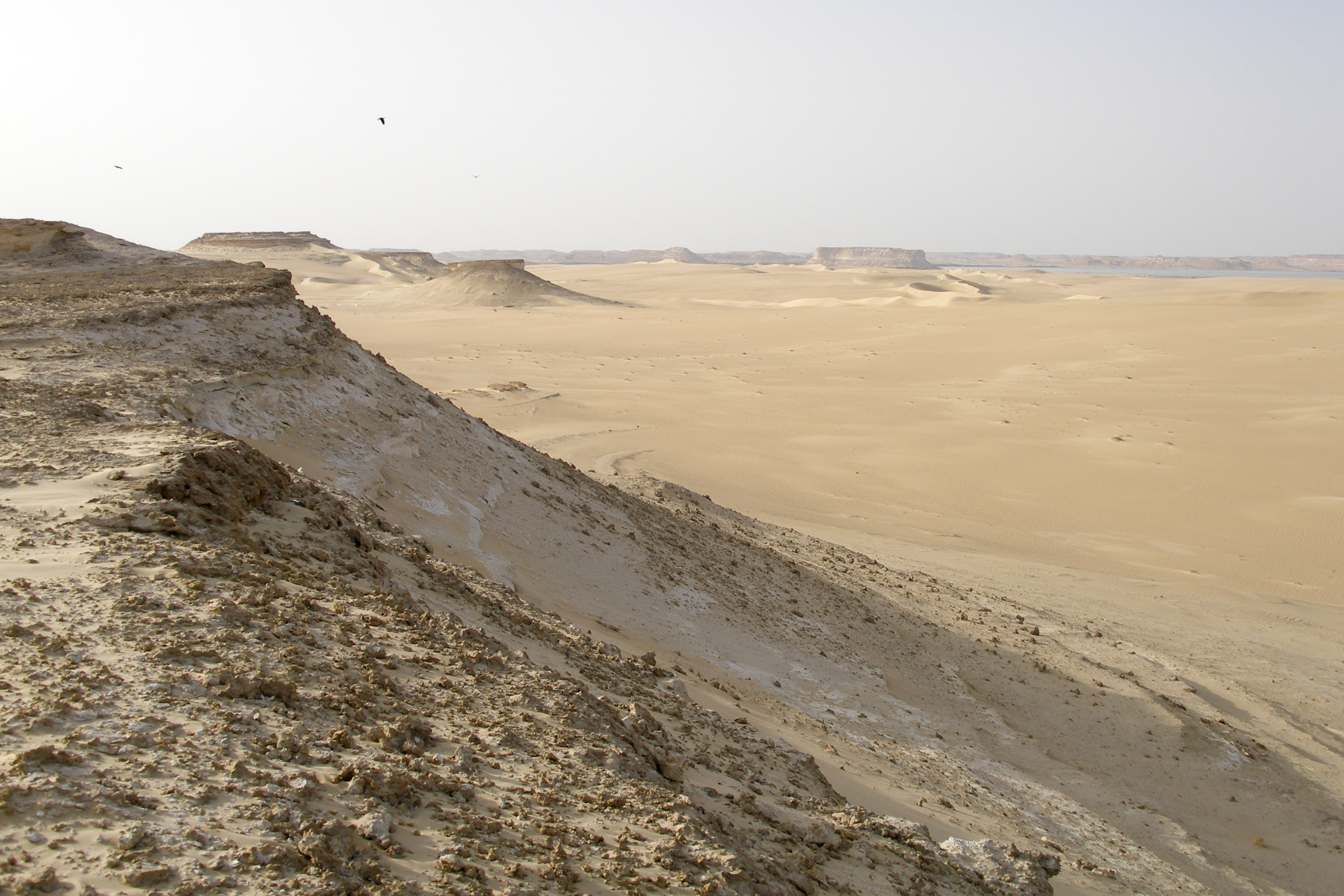
Poušť Sahara v Egyptě
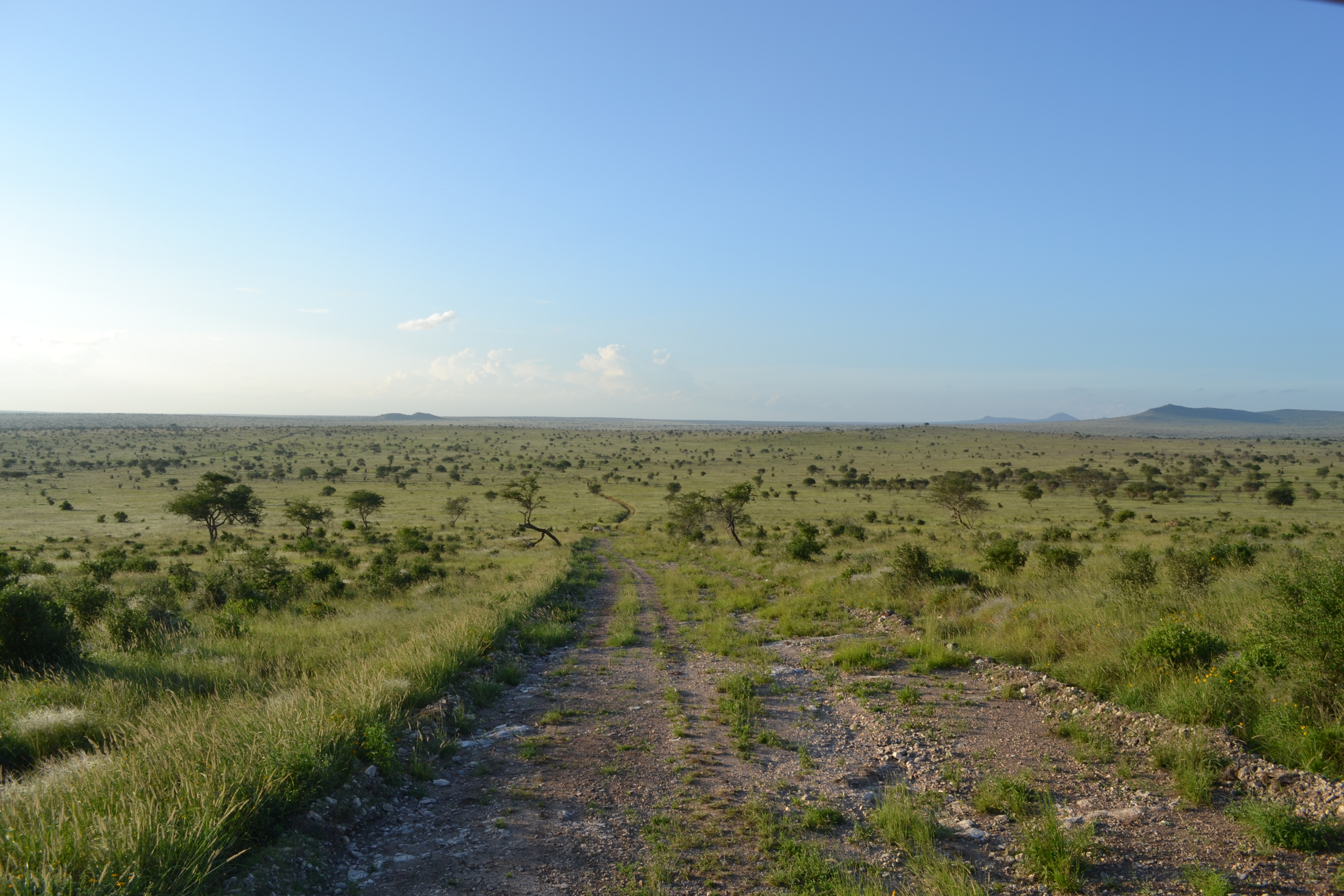
Savana v Keni
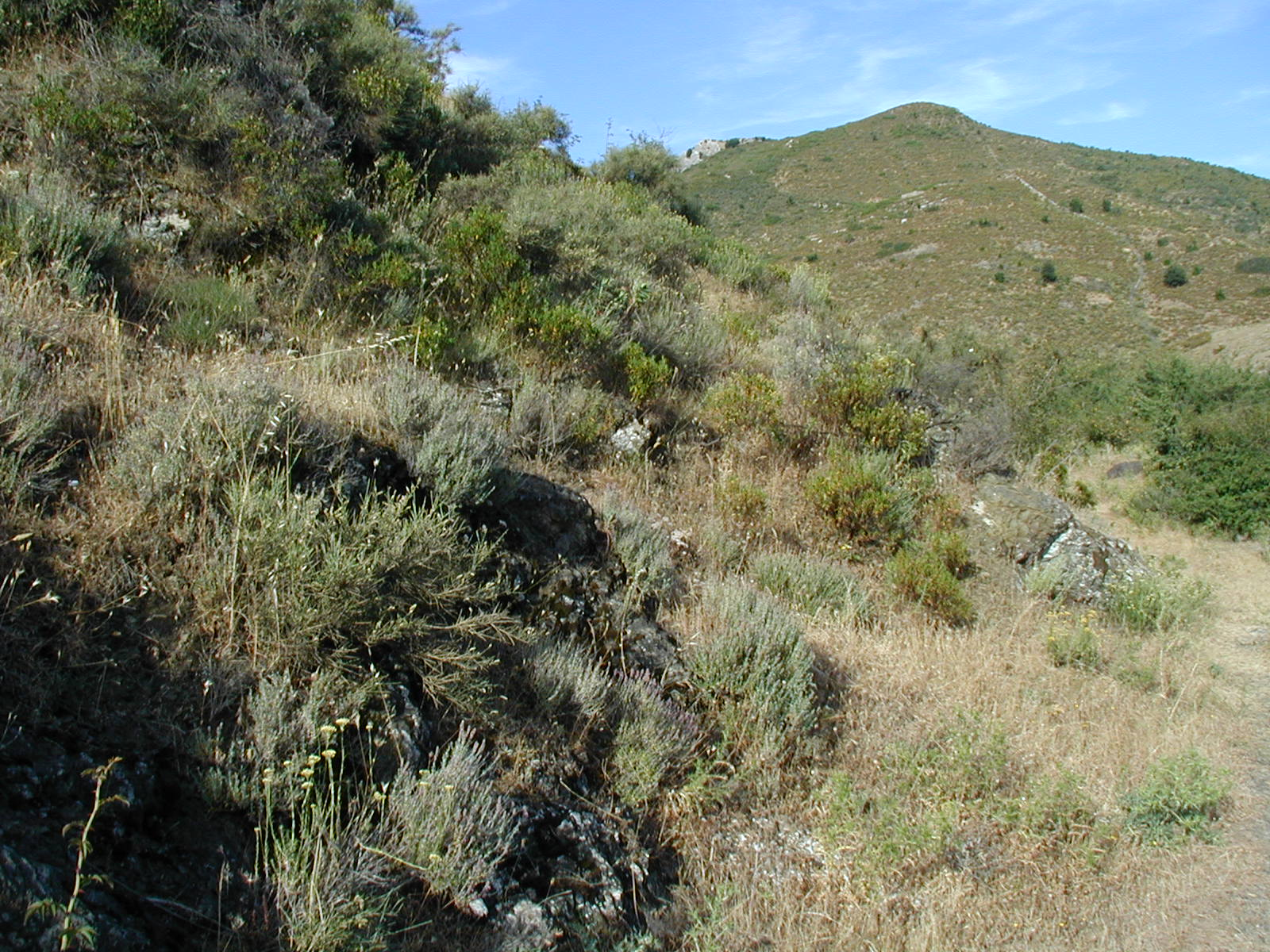
Makchie na Korsice